# Amur-Schläfergrundel
Die Amur-Schläfergrundel oder Amurgrundel (Perccottus glenii) (russisch рота́н rotan) ist ein Süßwasserfisch aus der Familie der Zahn-Schläfergrundeln.

## Merkmale
Die Amur-Schläfergrundel erreicht eine Länge von 14 bis 25 cm und ein Maximalgewicht von 250 g. Sie ist ohne Barteln und ohne Seitenlinienkanal. Die Bauchflossen sind nicht zu einer Saugscheibe zusammengewachsen. Männliche Amur-Schläfergrundeln sind zur Paarungszeit schwärzlich mit einem grünen Schimmer und zeigen leuchtend grüne Punkte auf dem Rumpf und auf den unpaarigen Flossen sowie einen Buckel im Nacken.
- Flossenformel: Dorsale 1 vi–viii, Dorsale 2 ii–iii/8–12, Anale I–III/7–10.

Die Rückenflosse ist ohne Stachelstrahlen.

## Lebensweise
Die Amur-Schläfergrundel lebt in stehenden Gewässern wie Seen, Teichen, Altarmen und Sümpfen mit dichtem Pflanzenbewuchs und meidet selbst langsam strömendes Wasser. Sie verträgt sauerstoffarmes Wasser und ist in der Lage, ein Austrocknen des Gewässers oder ein vollständiges Zufrieren im Winter eingegraben im Boden zu überstehen. Amur-Schläfergrundeln leben als Raubfische von Larven (insbesondere Kaulquappen), kleinen Krebstieren, anderen Wirbellosen und Fischen, außerdem kann es zu Kannibalismus kommen. In einem kleinen, abgeschlossenen Teich ist die Amur-Schläfergrundel in der Lage, den gesamten Fischbestand und alle Amphibienlarven auszulöschen.
Die Geschlechtsreife tritt mit einem Alter von einem bis drei Jahren bei einer Körperlänge von 6 cm ein. Die Paarungszeit liegt im Mai und Juni. Die länglichen Eier (ca. 3,8 × 1,3 mm) werden bei einer Wassertemperatur von 15 bis 20 °C nahe der Wasseroberfläche auf Wurzeln, Blätter oder andere Substrate gelegt und haften mit klebrigen Fäden. Das Gelege wird vom Männchen bis zum Schlupf der pelagischen Larven bewacht.

## Verbreitung

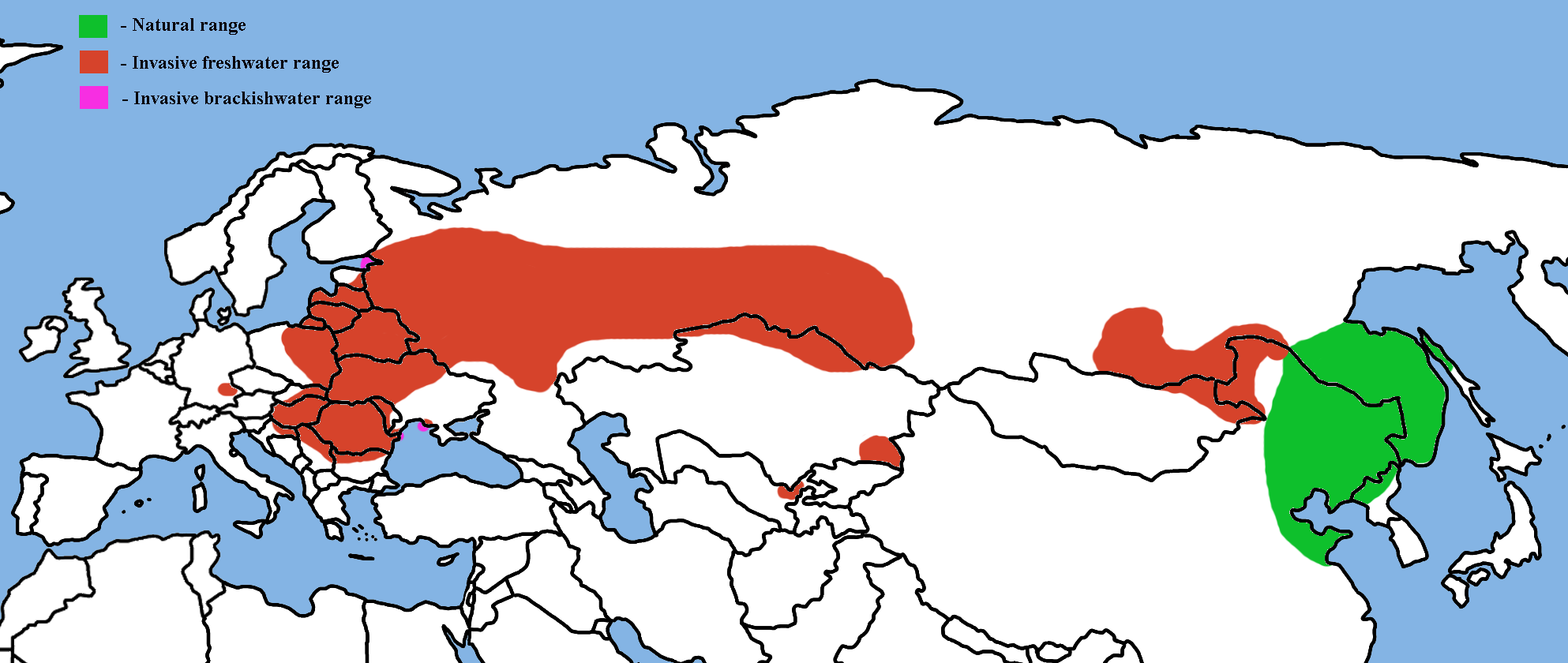
Verbreitungskarte, grün das ursprüngliche Verbreitungsgebiet.

Das natürliche Vorkommen der Fische liegt im Amurbecken im Fernen Osten Russlands und im nordöstlichen China sowie im nördlichen Korea.

### Neozoon
Vom Menschen wurde die Amur-Schläfergrundel auch in andere Gebiete Russlands eingeführt. Im Jahr 1912 wurden erstmals einige Exemplare zur Aquarienhaltung nach Sankt Petersburg gebracht und vier Jahre später in Fischteichen ausgesetzt. Von dort verbreitete sich die Art in die Umgebung. Wo sie nicht über die Flusssysteme weitere Gebiete erreichte, wurde die Amur-Schläfergrundel auch durch Aquarianer und Lieferungen von Lebendfisch aus Asien für Fischzuchten und Aquakulturen weitertransportiert. Sie wurde in Europa in Belarus (seit den 1970er Jahren), in der Ukraine (seit den 1980er Jahren), in Litauen (1985), Polen (1993), Lettland (1996), Ungarn (1997), der Slowakei (1998), in Rumänien (2001), Serbien (2003), Bulgarien (2005), Estland (2005), Moldawien (2005) und Kroatien (2008) in der freien Natur nachgewiesen. Die Etablierung der Populationen erfolgte jeweils schon einige Jahre früher. 1997 erreichte die Amur-Schläfergrundel zum ersten Mal die Donau. Seit 2014 ist ein Vorkommen im Charlottenhofer Weihergebiet in Bayern in freier Natur bestätigt, 500 Kilometer westlich der bisherigen Verbreitungsgrenze in Ungarn bzw. Polen. Das Auftreten der Amur-Schläfergrundel in Fischteichen in dieser Gegend ist schon seit 2003 bekannt. Über diese Fischteiche, die in regelmäßigen Abständen in das Flusssystem der Naab, eines Nebenflusses der Donau in ihrem Oberlauf, entwässert werden, wurde die Amur-Schläfergrundel in diesem Gebiet verbreitet.
Die Amur-Schläfergrundel ist 2016 in die Liste invasiver gebietsfremder Arten von unionsweiter Bedeutung für die Europäische Union aufgenommen worden.